# 리얼시사매거진 뉴스맨
《리얼시사매거진 뉴스맨》는 JTBC의 시사 프로그램이다. 저널리즘을 기반으로 하는 시사교양 부문탐사 프로그램이다.

## 방송 시간
- 2013년 7월 7일 ~ 2014년 1월 26일 : 일요일 오후 9시 55분